# روبرت رامزي
روبرت رامزي (بالإنجليزية: Robert Ramsay)‏ (1 أكتوبر 1864 - ) هو لاعب كرة قدم بريطاني (وحمل سابقاً جنسية المملكة المتحدة لبريطانيا العظمى وأيرلندا) في مركز الدفاع. لعب مع ستوك سيتي ومانشستر يونايتد.